# NGC 3945
NGC 3945是一个位于大熊座的透鏡狀星系，1790年3月19日由威廉·赫歇爾发现。NGC 3945结构复杂，有两个星系棒和一个核球 ，是LINER星系。NGC 3945中央黑洞质量较小，只有9×106 M☉，也可能不存在黑洞。